# Зорбатово
Зорбатово или Зорба̀та (гръцки: Μικρό Μοναστήρι, Микро Монастири, катаревуса Μικρόν Μοναστήριον, Микрон Монастирион, до 1926 година Ζορμπάς, Зорбас) е село в Гърция, дем Илиджиево (Халкидона), област Централна Македония с 1324 жители (2011).

## География
Селото е разположено в Солунското поле, на 43 километра западно от Солун, за западния бряг на пресушеното Ениджевардарско езеро.

## История

### В Османската империя
В XIX век Зорбатово е село в Солунска каза на Османската империя. Според сайта на дем Илиджиево името Зорбас изва от турската дума зор, „трудност“. Александър Синве („Les Grecs de l’Empire Ottoman. Etude Statistique et Ethnographique“), който се основава на гръцки данни, в 1878 година пише, че в Зормбас (Zormbas), Воденска епархия, живеят 264 гърци. Според статистиката на Васил Кънчов („Македония. Етнография и статистика“) от 1900 година Зорбатово брои 225 жители българи християни и 60 цигани. Според Христо Силянов след Илинденското въстание в 1904 година цялото село (Зорбани) минава под върховенството на Българската екзархия. По данни на секретаря на екзархията Димитър Мишев („La Macédoine et sa Population Chrétienne“) в 1905 година в Зорбат (Zorbat) има 400 жители българи екзархисти. Според гръцки източници селото е върнато към Цариградската патриаршия от гръцките чети на капитаните Гоно Йотов и Константинос Буковалас.
Според доклад на Димитриос Сарос от 1906 година Зорбас (Ζορμπᾶς) е славяногласно село във Воденската митрополия с 335 жители с гръцко съзнание. В селото работят гръцко начално смесено училище и детска градина с 42 ученици (22 мъже и 20 жени) и 2 учители.
През септември 1910 година селото пострадва по време на обезоръжителната акция на младотурците – кметът Кръстю Кънчов е обезглавен с брадва.

### В Гърция
През Балканската война в Зорбатово влизат гръцки войски. Българското училище е затворено, а инвентарът му е отнесен в местното гръцко училище. След Междусъюзническата война в 1913 година селото попада в Гърция. 
Боривое Милоевич пише в 1921 година („Южна Македония“), че Зурба има 50 къщи славяни християни.
Българското му население се изселва в България и на негово място в 1924 година са настанени бежанци гърци кариоти от Малък манастир, България. В 1926 година името на селото е сменено на Микро Монастири, в превод Малък манастир. В 1928 година Зорбатово е представено като бежанско село със 79 бежански семейства и 312 жители бежанци. В 1950 година в селото са заселени каракачани.
Жителите се занимават предимно със земеделие и в по-малка степен с животновъдство - отглеждат ориз, памук, царевица, люцерна.
В 2001 година има 1460 жители, а в 2011 - 1324.

## Личности
Родени в Зорбатово
- Георгиос Карадимос (Γεώργιος Καραδήμας), гръцки андартски деец, агент от втори ред[14]
- Йоанис Карозис (Ιωάννης Καρόζης), гръцки андартски деец, агент от втори ред[14]
- Константинос Каркаманис (Κωνσταντίνος Καρκαμάνης), гръцки андартски деец, четник[14]
- Кольо Петрушев, български революционер от ВМОРО, председател на местния комитет[15]
- Танас Лебанов, български революционер от ВМОРО[16]

Починали в Зорбатово
- Андон Попставрев (1869 – 1904), български търговец и революционер от ВМОРО

Други
- Траянос Делас (р. 1976), гръцки футболист, по произход от Зорбатово